# Farrell Till
John Farrell Till, conosciuto come Farrell Till (Wardell (Missouri), 26 aprile 1933 – Canton (Illinois), 3 ottobre 2012), è stato un insegnante e giornalista statunitense, conosciuto per le posizioni critiche verso il fondamentalismo cristiano.

## Biografia
Durante i suoi studi universitari, Till ha maturato la vocazione religiosa e ha interrotto gli studi di inglese per studiare religione. Consacrato pastore della Chiesa di Cristo e sposatosi con Sandra Lou Heathcock (da cui ha avuto tre figli), si è recato in missione in Francia con la moglie, dove ha trascorso cinque anni. Durante questo periodo, ha maturato dubbi religiosi a seguito di contraddizioni e incongruenze riscontrate nella Bibbia. Rientrato negli Stati Uniti nel 1961, ha ripreso gli studi di inglese che aveva interrotto alla Harding University, insegnando per due anni in una scuola a Gallup per pagarsi gli studi e mantenere la famiglia. Dopo avere conseguito prima il bachelor e poi il master in inglese, nel 1963 ha abbandonato definitivamente l'attività di pastore, dedicandosi all'insegnamento della lingua inglese allo Spoon River College. Till ha continuato a studiare la Bibbia e a frequentare la sua Chiesa come fedele, ma in seguito ha abbandonato la fede religiosa abbracciando l'ateismo. Negli anni ottanta ha reso nota pubblicamente la sua posizione: definitosi un ateista evangelico, ha dichiarato la sua opposizione al fondamentalismo cristiano, partecipando a dibattiti religiosi. Nel 1990 ha fondato la rivista The Skeptical Review, dedita alla discussione critica della teoria dell'inerranza biblica. Nel 1995 si è ritirato dall'insegnamento, dedicandosi a tempo pieno alla scrittura di articoli e alla partecipazione a dibattiti religiosi.